# Front Robotniczy (dwutygodnik syndykalistyczny)
Front Robotniczy – dwutygodnik, okresowo tygodnik syndykalistyczny wydawany w Warszawie w latach 1931–1939. Organ Związku Związków Zawodowych. 
Redaktorem naczelnym pisma był główny, obok Kazimierza Zakrzewskiego, teoretyk polskiego syndykalizmu Jerzy Szurig. W piśmie publikowali swoje teksty zarówno rzecznicy polskiej odmiany syndykalizmu (Jerzy Szurig, Kazimierz Zakrzewski, Jędrzej Moraczewski), jak i zwolennicy przekształcenia ZZZ w organizację anarchosyndykalistyczną (Tomasz Pilarski, Wiesław Protschke, Henryk Wilczyński, Władysław Głuchowski). Propagowano ideę niezależności związków zawodowych od wszelkich partii politycznych, opowiadano się za przejęciem zakładów pracy przez samorządy pracownicze, zwalczano nacjonalizm, militaryzm i klerykalizm. Od 1937 roku pismo ukazywało się z nagłówkiem "Naszą bronią nie jest kartka wyborcza, tylko akcja bezpośrednia", skróconym następnie do sloganu "Naszą bronią jest akcja bezpośrednia". Przez cały okres istnienia pisma władze sanacyjne stosowały przeciw redakcji szykany i represje: kary pieniężne, aresztowanie publicystów, czy prewencyjną cenzurę. 